# ایلکا کوسکی
ایلکا کوسکی (انگلیسی: Ilkka Koski؛ ۱۰ ژوئن ۱۹۲۸ – ۲۸ فوریه ۱۹۹۳ (aged 64)) ورزشکار بوکس اهل فنلاند بود.
وی در مسابقات کشوری و بین‌المللی در مجموع برندهٔ ۱ مدال برنز شده‌است.